# Stylidium pseudocaespitosum
Stylidium pseudocaespitosum är en tvåhjärtbladig växtart som beskrevs av Mildbraed. Stylidium pseudocaespitosum ingår i släktet Stylidium och familjen Stylidiaceae. Inga underarter finns listade i Catalogue of Life.